# Hidinge distrikt
Hidinge distrikt är från 2016 ett distrikt i Lekebergs kommun och Örebro län.
Distriktet ligger norr om Fjugesta.

## Tidigare administrativ tillhörighet
Distriktet inrättades 2016 och utgörs av socknen Hidinge i Lekebergs kommun.
Området motsvarar den omfattning Hidinge församling hade vid årsskiftet 1999/2000.